# Guerras búlgaro-latinas
Las Guerras búlgaro-latinas (en búlgaro: Българо-латински войни, latín: Bellum Bulgarice-Latinum) fueron una serie de conflictos entre el Segundo Imperio búlgaro (1185-1396) y el Imperio latino de Constantinopla (1204-1261). Las guerras afectaron la frontera norte del Estado latino a largo de su existencia.
Las iniciales ambiciones expansionistas del Imperio latino fueron aplastadas solo un año después de su fundación tras la batalla de Adrianópolis en 1205, donde su emperador Balduino I fue capturado y muerto así como la mayoría de sus caballeros. Después de esta decisiva derrota el Imperio tenía que defenderse contra Bulgaria y los estados sucesores del Imperio bizantino, el Imperio de Nicea, en Asia Menor y el Despotado de Epiro en Europa. La rivalidad entre estos tres estados retraso el final del Imperio latino que tuvo lugar en 1261.
Como resultado de los conflictos, el Imperio búlgaro expandió su territorio tomando el control de la mayor parte de la Península balcánica, mientras que las zonas de influencia del otro se redujeron a unas pocas ciudades e islas. Con la eliminación del Patriarcado de Constantinopla por los cruzados católicos, Bulgaria se convirtió en el centro del cristianismo ortodoxo.

## Fundación del Imperio latino e intervención de Bulgaria
El 13 de abril de 1204 los caballeros de la Cuarta Cruzada se apoderaron de la capital del Imperio bizantino (Imperio romano de Oriente), Constantinopla, y reemplazaron al antiguo imperio con un nuevo estado cruzado, el Imperio latino. Su líder, el conde Balduino de Flandes, fue coronado emperador en la iglesia de Santa Sofía como Balduino I. Según el tratado de partición del Imperio bizantino en marzo de 1204, Balduino recibió una cuarta parte del imperio y el resto se dividió entre los venecianos y los cruzados. El emperador recibió territorios en Asia Menor, así como Constantinopla, y una delgada franja a lo largo de la costa del mar Negro y algunas otras ciudades en los Balcanes. Los venecianos tomaron la parte más fértil de la Tracia bizantina incluyendo Adrianópolis, Rodosto, Arcadiópolis, la mayoría de Peloponeso, partes de Epiro y Tesalia, así como muchas islas. Su dux tomó el título «quartae partis et totius imperii dimidiae Romaniae dominator» o «señor de un cuarto y una parte de la mitad de todo el Imperio romano». Los cruzados recibieron los otros territorios del antiguo imperio y crearon el Reino de Tesalónica con Bonifacio de Montferrato seleccionado como rey. Aunque los búlgaros habían ofrecido una alianza a los cruzados contra el Imperio bizantino, sin embargo, su oferta había sido rechazada, y el Imperio latino expresó la intención de conquistar todos los territorios que habían pertenecido a Bizancio, incluyendo las posesiones de Kaloján, el monarca de Bulgaria. El inminente conflicto fue precipitado por la aristocracia bizantina en Tracia, que se rebeló contra el nuevo dominio en 1205 y buscó la ayuda del Segundo Imperio búlgaro, ofreciendo su sumisión a estos últimos.

## Campañas de Kaloyan
Cuando el emperador latino Balduino I comenzó a someter las ciudades rebeldes y sitiar Adrianópolis, el cronista cruzado Godofredo de Villehardouin menciona que: 

Johannizza [Kaloján], rey de Valaquia, llegó a socorrer Adrianópolis con un enorme ejército, porque traía consigo valacos, búlgaros y catorce mil cumanos que nunca habían sido bautizados
Villehardouin, 92.

El 14 de abril de 1205, en la batalla de Adrianópolis, los cumanos (aliados a Kaloján) se hicieron perseguir por la caballería pesada del Imperio latino hasta unas marismas al norte de Adrianópolis. Allí la infantería búlgara emboscada la rodeó y aniquiló. El emperador Balduino I fue capturado, el conde Luis de Blois murió, y el dux de Venecia, Enrico Dandolo, condujo a los grupos sobrevivientes del ejército cruzado en una desordenada retirada de regreso a Constantinopla, durante el cual murió de agotamiento. Balduino fue encarcelado en la capital búlgara, Tarnovo, hasta que murió o fue ejecutado en 1205. Durante el transcurso de 1205, Kaloján capturó Serres y Filipópolis (Plovdiv), invadiendo gran parte del territorio latino en Tracia y Macedonia.
El 31 de enero de 1206, los búlgaros derrotaron a los latinos nuevamente en Tracia, y luego procedieron a capturar Demotika. Una y otra vez devastaron Tracia, incluyendo las importantes ciudades de Heraclea y Çorlu, provocando la evacuación de otras ciudades, como Rodosto. Mientras que en el pasado, el emperador búlgaro había limitado su opresión a la aristocracia, sus campañas posteriores incluyeron la transferencia en masa de las poblaciones de las ciudades capturadas a regiones lejanas en Bulgaria.
Los búlgaros sitiaron dos veces Adrianópolis, pero fallaron en tomar la ciudad debido a la retirada de su caballería cumana, y el determinado avance del nuevo emperador latino, el hermano de Balduino I, Enrique de Flandes. En 1207, los búlgaros formaron una alianza anti-latina con Teodoro I Láscaris del Imperio de Nicea. Ese mismo año, los búlgaros mataron a Bonifacio de Montferrato (4 de septiembre de 1207), el gobernante latino del Reino de Tesalónica. Tratando de aprovechar esta situación, Kaloján avanzó contra la ciudad y la sitió con un gran ejército, pero fue asesinado por su propio comandante cumano Manastar a principios de octubre de 1207. De acuerdo con la tradición, los ciudadanos griegos de Tesalónica atribuyeron el asesinato del emperador búlgaro a su santo patrón, San Demetrio.

## Armisticio y caída del Imperio latino
El sucesor de Kaloján, su sobrino Boril no fue tan exitoso contra los latinos. El nuevo emperador fue derrotado por Enrique en 1208, cerca de Filipópolis, sin embargo, continuó con su campaña contra el Imperio latino hasta 1210, cuando los húngaros y los latinos establecieron una alianza.
En 1231, la regencia latina había finalizado negociaciones con Juan de Brienne, anterior rey de Jerusalén, que había sido invitado a pasar como guardián y coemperador de Balduino II en Constantinopla. Esta acción llevó a la ruptura de la alianza entre Bulgaria y el Imperio latino, y la creación de una alianza alternativa entre Bulgaria y el Imperio de Nicea. Sin embargo, el emperador búlgaro Iván Asen II no podía decidir si apoyar a los griegos nicenos o latinos y no tomó medidas decisivas. Finalmente, Miguel VIII Paleólogo, el gobernante del Imperio de Nicea, capturó la ciudad en 1261 y restauró el Imperio bizantino, poniendo fin al Estado cruzado.